# Ricarda Huch
Ricarda Huch (Braunschweig, 18 luglio 1864 – Kronberg im Taunus, 17 novembre 1947) è stata una scrittrice tedesca.

## Biografia
Figlia di un mercante tedesco, studiò storia a Zurigo e nel 1891 si laureò in filosofia e filologia. Iniziò come bibliotecaria per poi insegnare storia in un istituto femminile. Successivamente, insegnò a Aeschi bei Spiez ed a Berna. Nel 1897 sposò il dentista italiano Ermanno Ceconi e si trasferì a Trieste, dove nel 1898 ebbe la figlia Maria Antonia. Ma nel 1906 decise di divorziare e poi sposare il cognato Richard dal quale si separò nel 1910 e rientrò a Monaco di Baviera, dove conobbe e frequentò Thomas Mann e Karl Wolfskehl. All'avvento del nazismo nel 1933 si dimise dall'Accademia delle arti prussiana, criticando pubblicamente il regime nazionalsocialista per il suo antisemitismo.

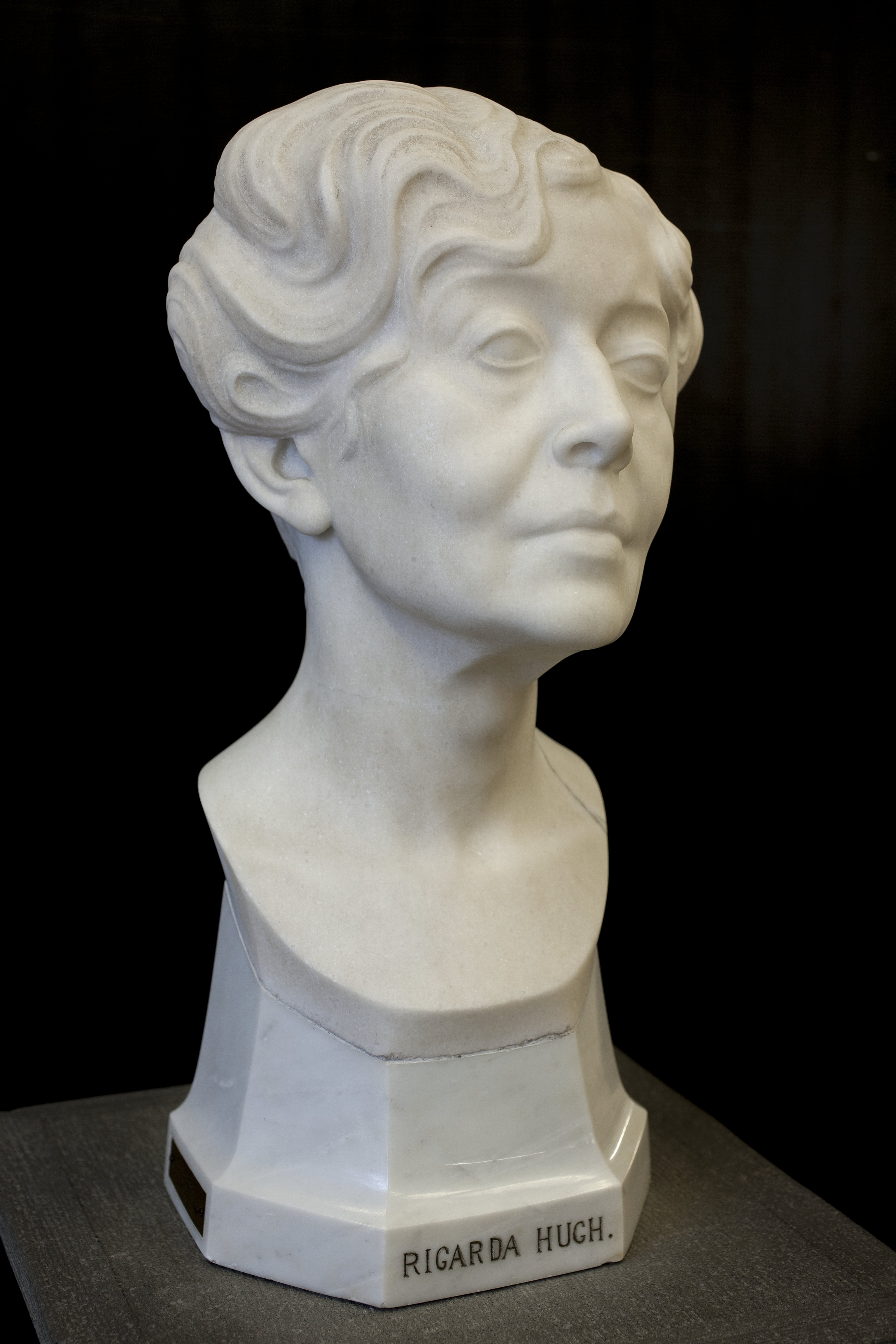
Ricarda Huch, scultura di Paul Peterich (1916)

La carriera letteraria di Ricarda Huch risultò ampia ed articolata, spaziando dalle liriche alle prose, dai saggi alle opere storiche, dai drammi alle autobiografie.
Dagli anni della prima guerra mondiale fino al 1926 si interessò di spiritualità e di religiosità e nei suoi scritti approfondì le conseguenze sulla collettività e sulla natura umana che la devastazione del conflitto aveva avviato.
Tra i lavori più significativi della Huch si possono citare: Die Geschichten von Garibaldi (1906), Das Risorgimento (1908), Das Leben des Grafen Federigo Confalonieri (1910), che furono opere storiche incentrate sul Risorgimento, in particolare su Giuseppe Garibaldi, Silvio Pellico e Federico Confalonieri; Der grosse Krieg in Deutschland (1914), risultò invece imperniata sulla Guerra dei trent'anni. Questi lavori si caratterizzarono per la presenza sia di elementi fantasiosi sia di ricostruzioni storiche attente, precise e rigorose.
Nei saggi Blütezeit der Romantik (1899) e Ausbreitung und Verfall der Romantik (1902), la Huch approfondì gli elementi del movimento letterario romantico, contrapponendoli a quelli del Naturalismo; Luthers Glaube (1916) e Das Zeitalter der Glaubensspaltung (1937), furono invece saggi a tematica religiosa. Enfatizzò il ruolo delle donne agli inizi del romanticismo tedesco, riferendosi agli scritti di Caroline Schelling, Dorothea von Schlegel, Karoline von Günderrode, Rahel Levin, Bettina von Arnim e Dorothea von Rodde-Schlözer.

## Opere
- Gesammelte Werke, (1966-1973, a cura di W. Emrich, 11 voll.)
- Erinnerungen von Ludolf Ursleu dem Jüngeren, (1893)
- Fra Celeste, (1899)
- Die Blütezeit der Romantik, (1899)
- Ausbreitung und Verfall der Romantik, (1902)
- Aus der Triumphgasse, (1902)
- Vita somnium breve, (1903, titolo dopo il 1913 Michael Unger)
- Von den Königen und der Krone, (1904)
- Die Geschichten von Garibaldi, (1906)
- Menschen und Schicksale aus dem Risorgimento, (1908)
- L'ultima estate, Fazi (2017) Der letzte Sommer, (1910)
- Das Leben des Grafen Federigo Confalonieri, (1910)
- Der große Krieg in Deutschland, (1912 - 1914)
- Natur und Geist als die Wurzeln des Lebens und der Kunst, (1914)
- Wallenstein, (1915)
- Das Judengrab, (1916)
- Luthers Glaube, (1916)
- Il caso Deruga, L'orma (2023) Der Fall Deruga, (1917)
- Der Sinn der Heiligen Schrift, (1919)
- Michael Bakunin und die Anarchie, (1923)
- Im alten Reich, (1927)
- Gesammelte Gedichte, (1929)
- Deutsche Geschichte, (1934–1949)
- Frühling in der Schweiz, Jugenderinnerungen, (1938)
- Herbstfeuer, (1944)
- Urphänomene, (1946)